# Liste des quartiers de Valence

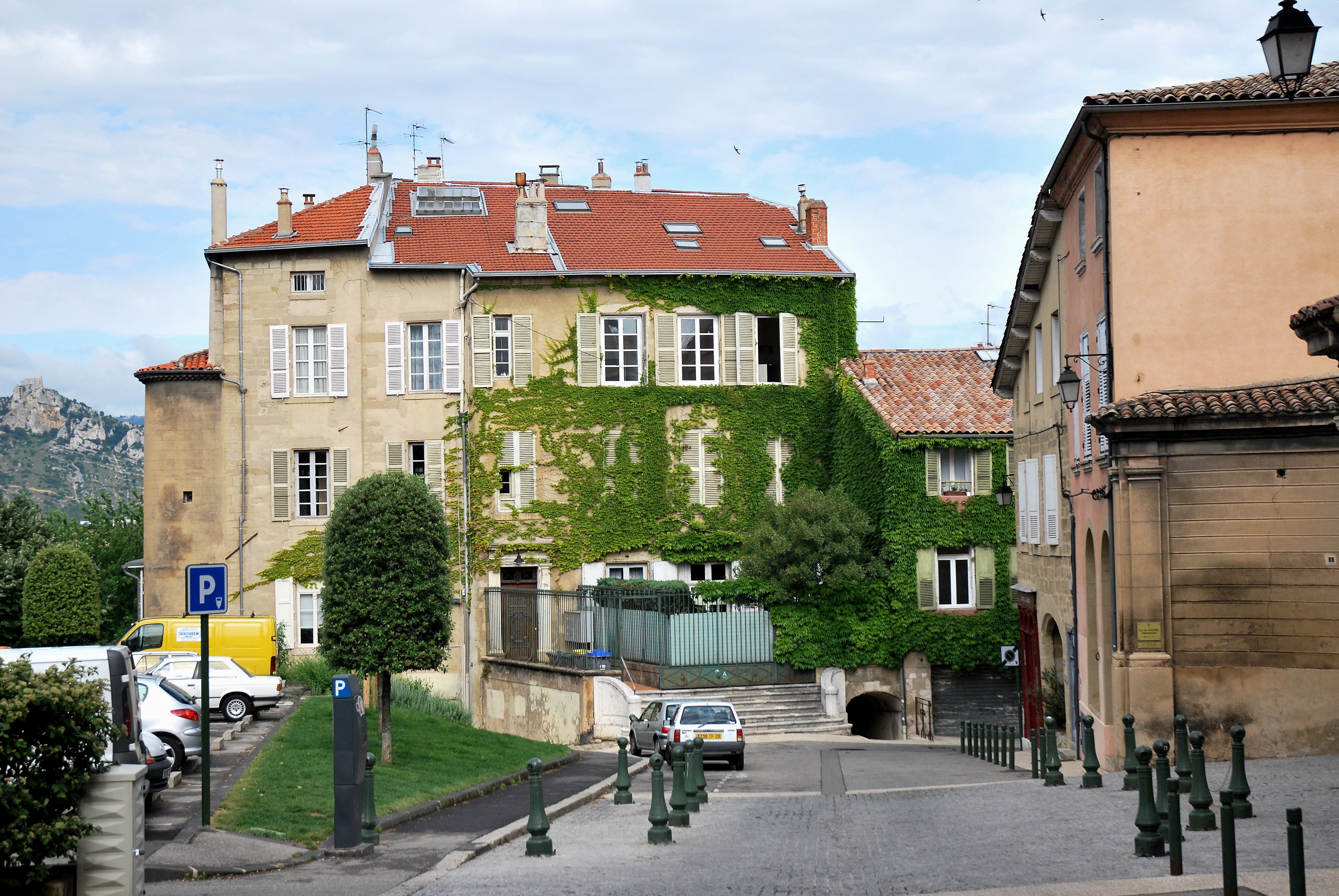
La côte des Chapeliers dans le quartier de Basse ville.

Cet article concerne une liste des quartiers de la ville de Valence, préfecture du département de la Drôme en région Auvergne-Rhône-Alpes. Bien qu'il soit parfois difficile d'en circonscrire géographiquement le pourtour, on peut discerner les quartiers historiques bien définis (comme le Vieux Valence) et les nouveaux quartiers qui se sont édifiés au fil du temps à la périphérie de la ville (comme Chamberlière, le Plan ou Laprat) pour accueillir une population de plus en plus urbanisée.
On peut dire, d'une façon générale, qu'un secteur géographique (comme Valence-Le-Haut ou Valence-Centre) est un ensemble de quartiers, qu'un quartier correspond donc à une partie d'un secteur géographique et qu'un quartier déborde rarement sur deux secteurs géographiques.

## Présentation

### Géographie et sociologie
La ville de Valence est composée d'une trentaine de quartiers (avec une moyenne de 2 300 habitants par quartier ; le nombre d'habitants varie considérablement d'un quartier à l'autre). Ils sont tous différents les uns des autres : les quartiers nord sont plutôt populaires et résidentiels (Polygone, Fontbarlettes, le Plan et Chamberlière), tandis que les quartiers sud sont généralement habités par les classes moyennes et les retraités (Fontlozier, Hugo-Provence, Laprat, les Baumes, Chaffit, Valence Sud et Lautagne), bien qu'il existe un quartier populaire (Valensolles), les quartiers centraux sont commerciaux et animés (Centre-ville de Valence, Gare, Calvaire-Hugo) voire touristiques durant l'été (Vieux Valence, Basse ville, l'Épervière) et les quartiers Est sont des quartiers à caractère résidentiel (Grand Charran, Petit Charran, Châteauvert, Danton et Briffaut) voire ruraux (Les Martins, Thodure).

### Comités de quartiers
Certains quartiers sont représentés par un « comité de quartier », ce qui en fait un tissu micro-local très vivant. Un comité de quartier est une association d’habitants qui joue un rôle vis-à-vis des institutions publiques, et qui permet un échange d’informations entre les habitants et les services municipaux. Par ce biais, les habitants peuvent participer à l’orientation des projets d’évolution de leur quartier selon leurs aspirations.

### Mairies annexes

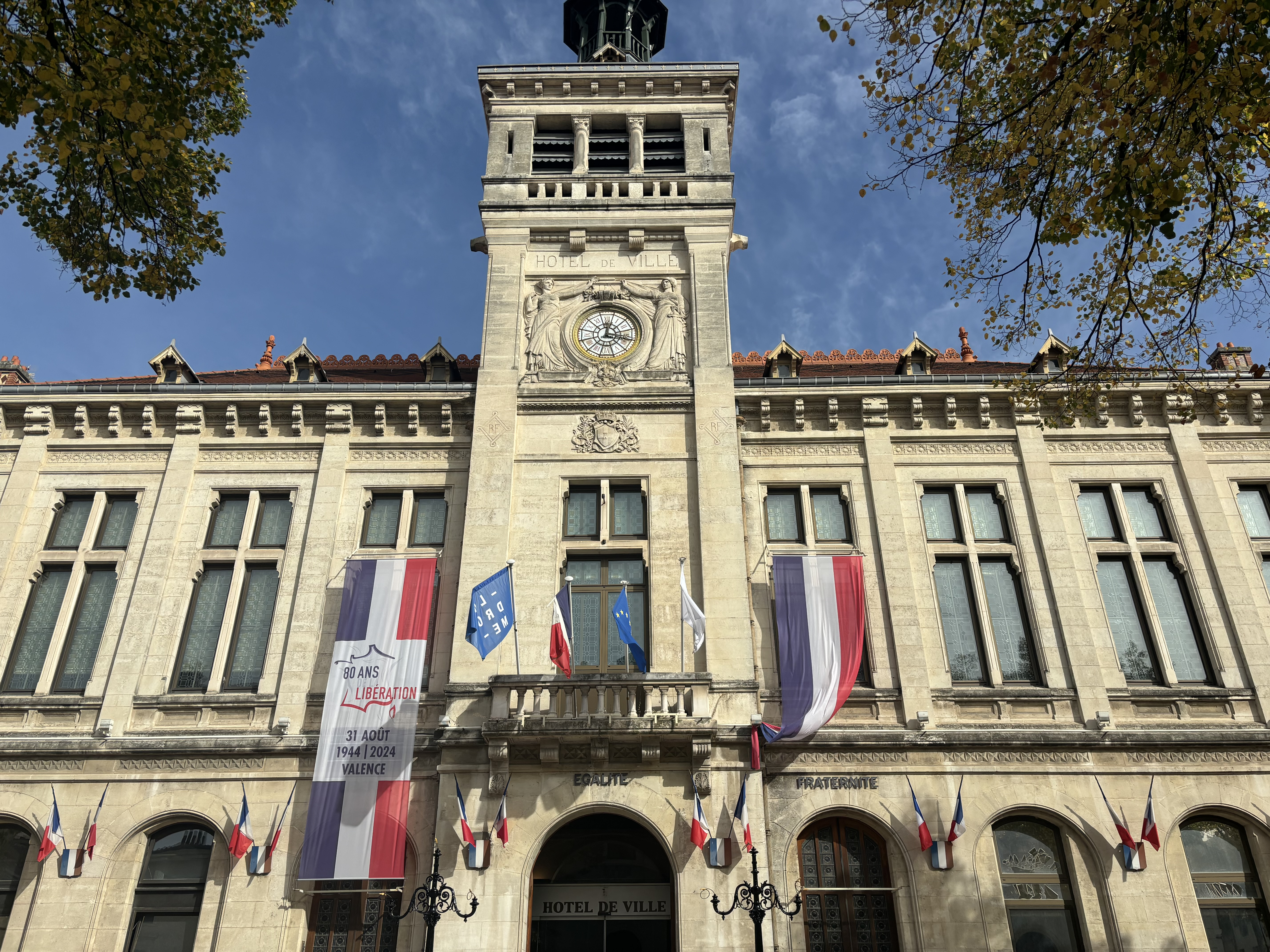
Hôtel de Ville de Valence dans le quartier du centre-ville.

Pour éviter un déplacement à l'hôtel de ville, la ville de Valence a créé cinq mairies annexes dans les quartiers excentrés. Les mairies annexes de Fontbarlettes, du Plan, du Centre-ville, de Valence Sud et de Chamberlière sont mises à disposition des habitants et se chargent de certains services administratifs délégués par la mairie centrale.

## Liste des quartiers
Ci-dessous se dresse une liste des quartiers de la ville de Valence par zone géographique (Centre, Est, Nord et Sud). Les secteurs affichés en gras sont des secteurs géographiques composés de plusieurs quartiers à part entière.

### Quartiers Centraux

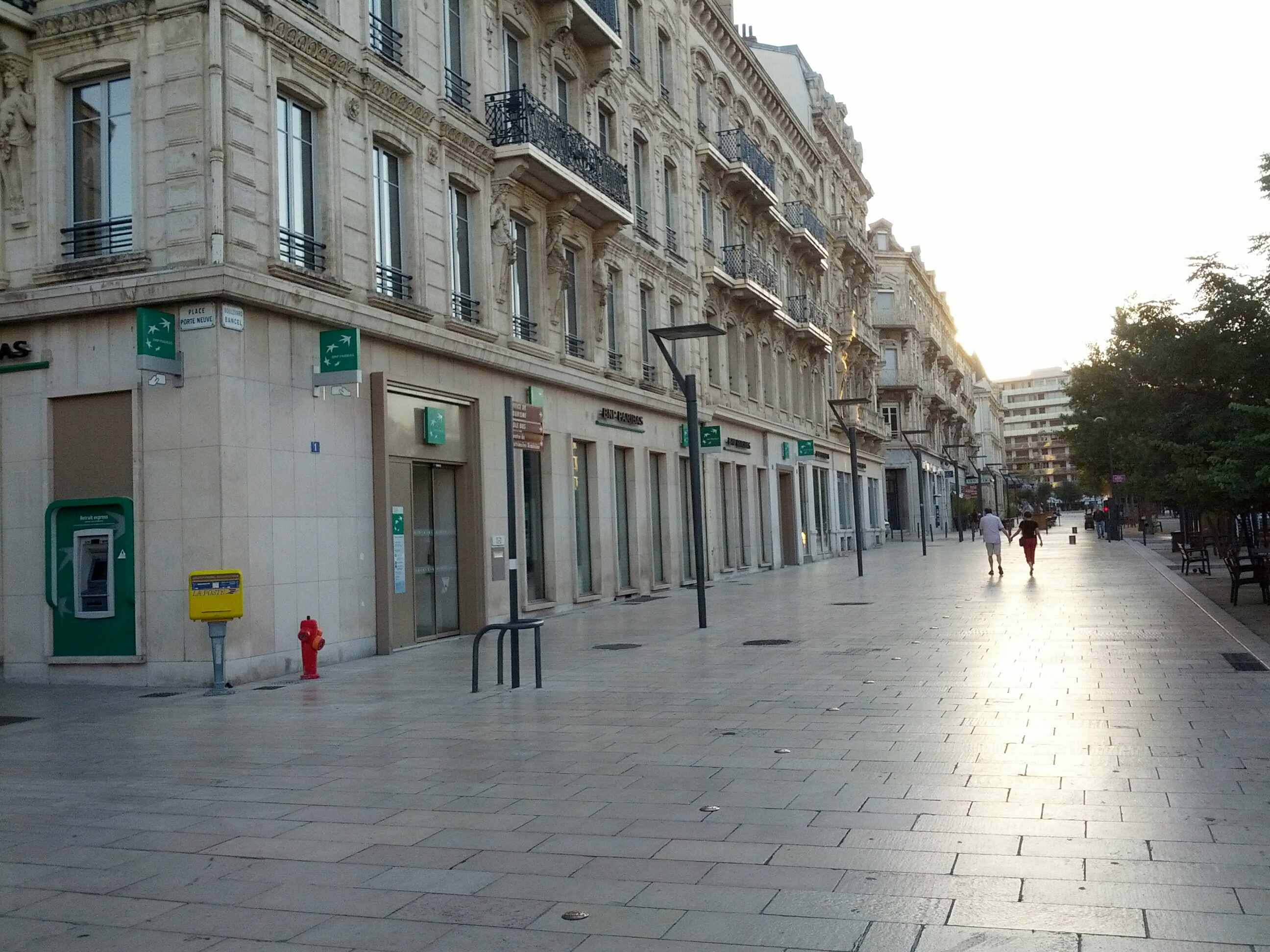
Boulevard Bancel dans le quartier du centre-ville.

- Valence-Centre
  - Centre-ville
  - Faventines
  - Gare
  - Calvaire-Hugo
- Vieux Valence
  - Basse ville
  - Saint-Jean
- Latour Maubourg

### Quartiers Est
- Les Alpes
- Châteauvert
- Danton
- Rousset
- Valence-Est
  - Briffaut
    - Briffaut-Est
    - Briffaut-Ouest

  - Les Charrans
    - Grand Charran
    - Petit Charran

### Quartiers Nord

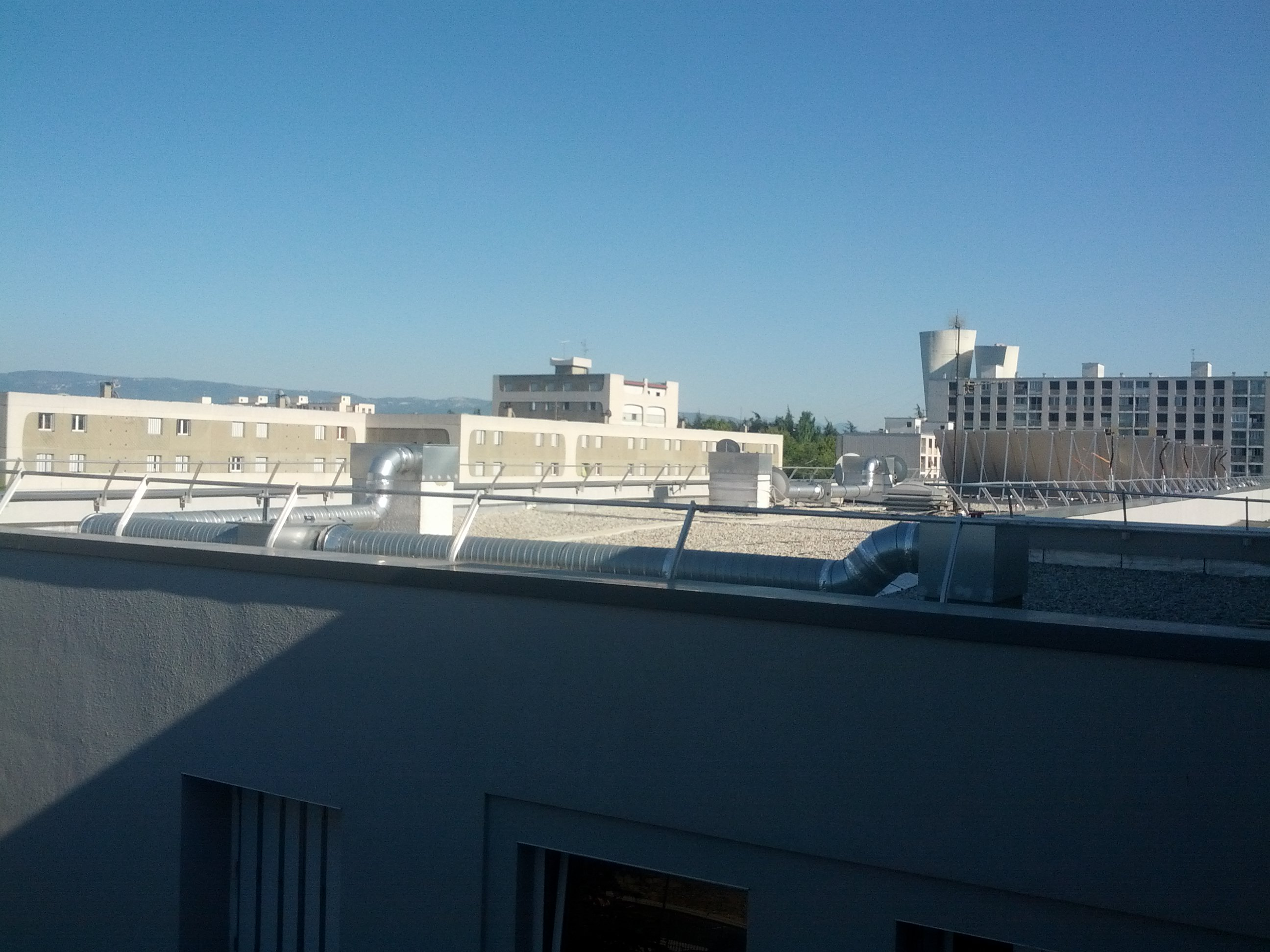
Vue sur le quartier du Plan.

- Chamberlière
- Le Polygone
- Valence-Le-Haut
  - Fontbarlettes
  - Le Plan
- Thodure

### Quartiers Sud
- L'Épervière
- Fontlozier
- Hugo-Provence
- Laprat
- Lautagne
- La Palla
- Valence-Sud
  - Chaffit
  - Chantecouriol
  - Les Îles
  - Mauboule
- Valensolles